# Вашугин, Николай Николаевич
Николай Николаевич Вашугин (1900, село Заручье, Российская империя — 28 июня 1941, Киев, УССР, СССР) — член Военного совета Киевского особого военного округа, корпусной комиссар. 28 июня 1941 года застрелился.

## Биография

### Ранние годы
Родился 18 апреля 1900 года в деревне Заручье Брейтовской волости Мологского уезда Ярославской губернии. Был одним из первых брейтовских комсомольцев и организатором местного молодёжного театра. Член РКП(б) с 1918, в Красной Армии с 1919.

### Служба в РККА
Член РКП(б) с 1918, в Красной Армии с 1919. С мая 1920 в распоряжении штаба Московского военного округа, старший инструктор организационного отдела политуправления, с июля 1928 военком 243-го стрелкового полка. В дальнейшем преподаватель (с марта 1930), старший руководитель (с сентября 1931) политработы Московских военно-политических курсов им. В. И. Ленина, начальник 3-го сектора отдела кадров, отделения политсостава запаса 3-го отдела (с января 1935), Политуправления РККА, с июля 1937 года в распоряжении Управления по командному и начальствующему составу РККА. Окончил Военную академию им. М. В. Фрунзе в 1933, в 1937 направлен на Высшие стрелково-тактические курсы «Выстрел», после окончания которых был в августе 1937 года назначен командиром 43-го стрелкового полка. В октябре 1938 года его как способного командира, имевшего к тому же опыт партийно-политической работы, выдвинули на пост члена Военного совета Ленинградского военного округа. Во время советско-финской войны (1939—1940) был членом Военного совета 7-й и 15-й армий. После окончания войны вновь стал членом Военного совета Ленинградского военного округа. Делегат XVIII съезда ВКП (б) 10-21 марта 1939 г.
Великая Отечественная война
Осенью 1940 года назначен членом Военного совета Киевского Особого военного округа (с началом Великой Отечественной войны — Юго-Западный фронт). 28 июня 1941 года застрелился после разгрома советских механизированных корпусов в битве за Дубно — Луцк — Броды.

## Звания
- полковой комиссар (1935);
- бригадный комиссар (9 октября 1938);
- дивизионный комиссар (8 марта 1939);
- корпусной комиссар (2 сентября 1939).

## Награды
- Орден Ленина
- Медаль «XX лет РККА» (22.02.1938)

## Кинематограф
- Образ Н. Н. Вашугина отражён в киноэпопее Ю. Озерова «Битва за Москву». В роли корпусного комиссара — Владимир Кузнецов.